# Revuelta de la Sal
La Revuelta de la Sal (1896-1897) fue un conflicto armado entre las comunidades indígenas de Huanta y el Ejército del Perú.

## Antecedentes
Durante la segunda mitad de la centuria, la pequeña aristocracia terrateniente del interior peruano había sido desplazada del poder por sus pares costeros y la burguesía mercantil del litoral, dedicadas a la exportación de guano y caña de azúcar. En consecuencia, la élite serrana se opuso a una modernización en que quedaba relegada,. la producción del interior quedó relegada. y el país se fragmentó política y económicamente con una creciente hegemonía del litoral centro-norte. En el marco de la «competencia entre las élites» se encuadran muchas guerras civiles peruanas.
La guerra civil peruana de 1894-1895 puso fin al gobierno de Andrés Avelino Cáceres (1833-1923) y permitió el retorno del exdictador Nicolás de Piérola (1839-1913). Los «"modernos", demócratas o pierolistas» costeros vencían a los «"tradicionalistas", constitucionalistas o caceristas» serranos. Primero prohibió la circulación del peso de plata boliviano en Piura y Ayacucho e impuso «El Estanco de la Sal», en que el Estado se adjudicaba el monopolio del comercio de sal e imponía una carga impositiva, algo que jamás había sucedido en la historia de la región. En un intento por defender su modo tradicional de vida frente a la nueva influencia capitalista, los campesinos indios del interior se levantaron en armas bajo la dirección de la aristocracia regional debido a los lazos de clientelismo con clanes de la élite provincial. Los indios serranos eran el grueso de los ejércitos de los caudillos decimonónicos, elemento clave para resolver los conflictos políticos con un Estado extremadamente frágil. Para este movimiento contaban con los «guerrilleros de la sal», veteranos de las montoneras de la Campaña de la Sierra (1881-1883) y la guerra civil (1884-1885). Estas milicias paramilitares habían sido lideradas en Huanta por el coronel Miguel Lazón Llamas (1825-1890). En otras ocasiones la aristocracia y el campesino indígena se enfrentaron, como cuando los primeros apoyaron a los soldados chilenos y los segundos mantuvieron su resistencia.

## Revuelta
El 30 de agosto de 1896, los iquichanos empiezan a reunirse en las montañas, organizando un ataque contra el subprefecto local Julián Abad y nombrando como líder a Marcelo Condoray, que se titula «Gobernador y Comandante General de Carhuamán». Posteriormente, empiezan a reunir fuerzas en los pueblos de Huayllay, Mio, y Culluchaca, a 2 o 3 leguas de Huanta. El 25 de septiembre, unos veinte indios llegaron a Huanta como una delegación enviada a exigir el fin del impuesto a la sal, afirmando: «...Desde los tiempos del Rey jamás habían pagado por la sal; que Dios había creado en los cerros para los pobres y que con la sal se habían bautizado..». El subprefecto les hizo notar que él no tenía el poder para anular tal ley y les propuso enviar sus quejas a su superior, el prefecto de Ayacucho, coronel Pedro Portillo. Al día siguiente, una nueva delegación llegó seguida por varios cientos de indígenas, quienes nuevamente presentaron sus quejas pero Abad sólo pudo decirles que aún no recibía respuesta desde Ayacucho. Los delegados campesinos salieron de la subprefectura enojados y diciendo: «...las autoridades pierolistas, bien enseñadas y de común acuerdo pretendían hacernos víctimas de engaños, so pretexto de consultas para imponemos un tributo, como si la sal fuera de la propiedad de ellos. Estos abusos contra nosotros no debemos tolerar por más tiempo...».
Esa noche fue de terror y la mayoría de los vecinos de Huanta huyeron a Ayacucho, con unos pocos uniéndose en preparar la defensa de la ciudad. A la mañana siguiente, llegó un mensajero con la respuesta de Portillo, quien reconocía no tener la autoridad para anular tal ley pero proponía mandar las quejas al gobierno central. Esto no calmo a la delegación campesina, que acusó personalmente a Abad de querer aplastarlos con el nuevo impuesto. A las 12:15 horas del 27 de septiembre los huantinos se alzan definitivamente. Los iquichanos suman 2000 a 6000 indios armados con lanzas, palos, hondas y algunos fusiles viejos. El subprefecto Abad, el alcalde Odilón Vega, algunos amigos y una pequeña guarnición de policías intentan defender la villa, son apenas una veintena de hombres, incluyendo 2 oficiales y 11 soldados. Los defensores disponían de armas más modernas e intentaron detener a la muchedumbre a la entrada de la ciudad, pero tuvieron que retirarse a la Plaza de Armas. Finalmente, los que pudieron huyeron pero Abad, Vega y algunos amigos fueron obligados a refugiarse en la alcaldía, donde murieron en el asalto final de los iquichanos. La batalla había durado más de dos horas y en ella murieron 3 soldados gubernamentales. Las bajas de los iquichanos fueron numerosas y terminaron por desquitarse saqueando algunas casas y edificios públicos.
El prefecto de Ayacucho solicitó refuerzos inmediatamente por miedo a que atacaran la capital provincial, pedía unos 500 infantes y 150 jinetes, pero los indios no avanzaron contra Ayacucho y se limitaron a volver a sus hogares; sólo lo habían considerado en agosto, cuando preparaban su alzamiento y sabían que el prefecto estaba de viaje en la costa. El 5 de octubre, el gobierno responde enviando una división «pacificadora» comandada por el prefecto del Callao, coronel Domingo Juan de la Parra y Aubide. La tropa se componía de 800 infantes armados con modernos fusiles Mannlicher, caballería y dos cañones Krupp. Tres días después desembarcan en Ica y el 13 salen al interior. El 25 de octubre entraban en Ayacucho. El 2 de noviembre recuperaron Huanta tras un breve combate. Hasta el 20 de noviembre una hueste de 3000 a 4000 campesinos del valle y las punas siguieron merodeando alrededor de la ciudad, mantenidos a raya por la superioridad tecnológica de la división de Parra. Para vencerlos, la expedición «punitiva» arrasara el territorio rebelde, quemando casas y aldeas cercanas y masacrando a las partidas guerrilleras que se encontraba en repetidas incursiones fuera de Huanta. Por último, dejó una tropa guarneciendo la ciudad mientras algunos batallones marchaban por los pueblos de los alrededores, incluido Iquicha. Numerosos cabecillas y campesinos fueron fusilados sin proceso o tras juicios sumarios. Se destruyó sistemáticamente la economía regional: se quemaron pueblos y cultivos y se confiscaron varias decenas de miles de cabezas de ganado ovino, bovino, equino y camélido (algunos usados para mantener a las tropas y otros revendidos). En mayo de 1897 la división volvió a Lima victoriosa.

## Consecuencias
Finalmente Huanta quedó en paz por varias décadas gracias a los acuerdos logrados con la República en que obtuvieron autonomía hasta el 4 de junio de 1969, cuando los huantinos volvieron a protagonizar una nueva revuelta contra un impuesto a la sal instaurado por un gobierno autoritario. El 12 se les sumaban los estudiantes de Huamanga. El 21 las protestas estudiantiles eran dispersadas a balazos y el 22 durante un mitin de 10 000 personas en Huanta son asesinados 50 campesinos.
Durante la época del terrorismo, en los años ochenta, la región de Ayacucho sería una de las más afectadas por las acciones de Sendero Luminoso.